# Guaranaläsk
Guaranaläsk är en kategori läskedrycker med innehåll av guaranaextrakt som utvinns ur guaranabär som växer i Venezuela och i norra Brasilien.
De största märkena guaranaläsk i Sydamerika är Antarctica och Brahma, med Kuat (tillverkad av The Coca-Cola Company) på en tredjeplats. Både Coca-Cola och Pepsi har försökt lansera nya produkter med guaranainnehåll i Sydamerika, USA och Europa. De i Sverige mest kända guaranaläskprodukterna är Battery, Coca-Colas San São samt Magic. 